# Związek Ojczyźniany
Związek Ojczyźniany (est. Isamaaliit) – estońska partia polityczna o profilu konserwatywnym i chadeckim, działająca w latach 1995–2006.
Ugrupowanie powstało po wyborach krajowych w 1995 z połączenia Estońskiej Narodowej Partii Niepodległości (Eesti Rahvusliku Sõltumatuse Partei) oraz Narodowej Partii Koalicyjnej „Ojczyzna” (Rahvuslik Koonderakond „Isamaa”). Ta ostatnia została utworzona w oparciu o kartel wyborczy powołany przez Marta Laara w 1992, osłabiły ją jednak rozłamy z 1994.
W 1999 konserwatyści zajęli drugie miejsce w wyborach, współtworząc rząd z Estońską Partią Reform, który przetrwał trzy lata. Związek Ojczyźniany przeszedł następnie do opozycji, pozostał w niej również po wyborach z 2003. W 2005 na czele ugrupowania stanął Tõnis Lukas, podjął rozmowy z partią Res Publica, która w tym samym roku w związku z upadkiem gabinetu Juhana Partsa także znalazła się w opozycji. W lipcu 2006 doszło do ostatecznego zjednoczenia obu formacji w jednolite stronnictwo pod nazwą Isamaa ja Res Publica Liit.

## Przewodniczący
- 1995–2002: Mart Laar
- 2002–2005: Tunne Kelam
- 2005–2006: Tõnis Lukas

## Wyniki wyborcze
Wybory do Zgromadzenia Państwowego:
- 1992: 22,0% głosów, 29 mandatów – kartel wyborczy
- 1995: 7,9% głosów, 8 mandatów – kartel wyborczy
- 1999: 16,1% głosów, 18 mandatów
- 2003: 7,3% głosów, 7 mandatów

W wyborach do Parlamentu Europejskiego w 2004 ugrupowanie wprowadziło jednego przedstawiciela, którym został Tunne Kelam.